# Fritz Lindström

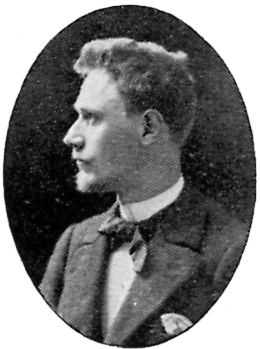
Fritz Lindström

August Fredrik (Fritz) Lindström (* 5. Juli 1874 in Stockholm; † 4. Januar 1962 in Arvika) war ein schwedischer Maler.

## Leben und Wirken
Fritz Lindström wurde 1874 in Stockholm geboren. Er ging beim Dekorationsmaler Carl Grabow (1847–1922) in die Lehre und besuchte danach die Schule des schwedischen Konstnärsförbundet 1892–1894 und 1895–1896 sowie die Kunstschule Valand in Göteborg 1894–1895. In den folgenden Jahren vertiefte er seine Studien im Ausland (Kopenhagen und Paris).
1903 zog er mit seiner Verlobten Anna Wretman und zwei kleinen Kindern nach Rackstad am värmländiscchen See Racken, wo er sich der Künstlerkolonie Rackengruppen anschloss. Die Landschaft rund um den See Racken bildete eine wichtige Inspirationsquelle für seine Landschaftsbilder. Doch blieb der öffentliche Erfolg aus, und die erste Zeit war geprägt von finanziellen Problemen. Dagegen erregten seine Porträts Aufmerksamkeit, und die Porträtmalerei entwickelte sich zu der wichtigsten Einnahmequelle.
1909 starb Anna Wretman, was zu einer Verstärkung seiner psychischen Probleme (Neurasthenie) führte. Die kommenden Jahren waren zeitweise geprägt von Depressionen und Apathie. 1916 heiratete er Ellen Gunhilda Hallén, und die nächsten Jahrzehnte waren sehr produktiv, sowohl was Landschaftsmalerei und Porträtmalerei anlangt. Anfang der 1950er Jahre wuchs auch das Interesse an seinen Landschaftsbildern, und 1952 wurde er eingeladen, mit einer eigenen Retrospektivausstellung am Frühlingssalon der Kunsthalle Liljevalch teilzunehmen.
Gemälde von Fritz Lindström sind u. a. im Schwedischen Nationalmuseum, in der Thielska galleriet in Stockholm, im Göteborger Kunstmuseum und im Provinzmuseum Värmland zu finden.